# استوارت لگ
استوارت لگ (انگلیسی: Stuart Legg; ۳۱ اوت ۱۹۱۰ – ۲۳ ژوئیهٔ ۱۹۸۸) مستندساز بریتانیایی بود. از آثار مشهور او می‌توان به جزیره چرچیل (۱۹۴۱) اشاره کرد که در چهاردهمین دوره جوایز اسکار، برندهٔ جایزه اسکار بهترین فیلم مستند شده است.